# Chris Arnade
 (août 2024).
Chris Arnade, né en 1965 à San Antonio (Floride), est un photographe et écrivain américain. Il a travaillé pendant vingt ans comme trader à Wall Street puis, en 2011, il a commencé à documenter la vie des pauvres et des toxicomanie et à commenter l'état de la société américaine. Il le fait par le biais de photographies et d'articles publiés sur les réseaux sociaux et dans divers médias, notamment The Guardian.

## Biographie
Arnade a grandi à San Antonio, en Floride, dans une communauté catholique conservatrice. Il est d'origine juive allemande par son père qui a fui l'Holocauste pour les États-Unis où il a travaillé comme professeur d'université. Sa mère était une femme au foyer qui a élevé une famille de sept enfants avant de devenir bibliothécaire. Arnade a fait ses études supérieures à Baltimore, à l'université Johns Hopkins, où il a obtenu un doctorat en physique des particules en 1992. Il s'est ensuite installé à New York où il a travaillé pendant une vingtaine d'années comme trader à Wall Street. En 2011, il a quitté son emploi pour ne plus travailler qu'en tant que photographe et blogueur indépendant. Il vit à New York.

## Photographies
A ses débuts, les photographies de Chris Arnade sont le plus souvent des portraits posés, inscrits dans l'environnement des personnes photographiées, accompagnés d'une courte biographie. Cette méthode, appliquée aux quartiers et aux personnes les plus déshéritées de la société américaine, a soulevé de nombreuses critiques et controverses parmi les journalistes et les photographes.
Sa première série de publications, en 2013, sur Flickr, intitulée Faces of Addiction, porte sur les travailleurs du sexe et les toxicomanes du Bronx. À partir de 2014, il a commencé à voyager en voiture à travers les Etats-Unis, visitant des villes plus ou moins grandes, souvent dans la Rust Belt, et à rendre compte de ses rencontres sur Flickr et Twitter. Plus récemment, il parcourt le monde et visite à pieds des lieux habituellement peu fréquentés par les touristes. Il présente le récit de ces voyages, les gens qu'il y rencontre et les réflexions qu'ils lui inspirent dans un blog intitulé Chris Arnade Walks the World.